# Frank Matthée

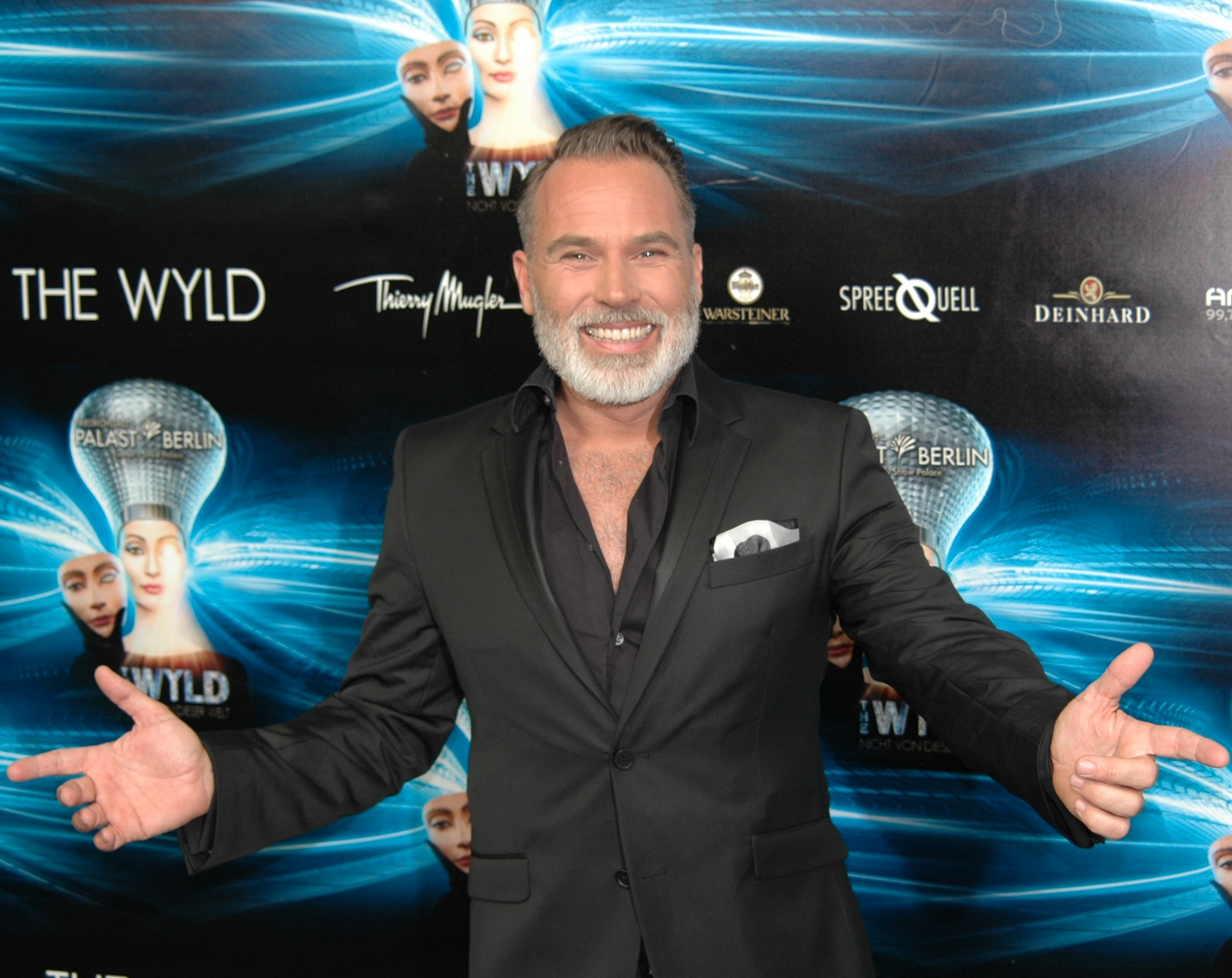
„Froonck“ Mathée (2014)

Frank „Froonck“ Matthée (* 27. Oktober 1967 in Olpe) ist ein deutscher Hochzeitsplaner. Er moderiert die Sendung 4 Hochzeiten und eine Traumreise.

## Werdegang
Geboren und aufgewachsen in Olpe, legte Matthée 1987 das Abitur am dortigen städtischen Gymnasium ab. Anschließend studierte er Medizin sowie Sport und Französisch in Düsseldorf und absolvierte eine Ausbildung zum Kaufmann für Marketingkommunikation. Bis 2002 arbeitete er in verschiedenen Werbeagenturen. 2002 gründete er die Agentur „Wh!te – The Wedding Agency“, die Hochzeitsplanung anbietet.
2005 wurde er durch die Reality-Show Sarah & Marc in Love bekannt. 2006 erhielt er seine eigene Sendung Frank – Der Weddingplaner auf ProSieben. Außerdem nahm er 2007/2008 mit Mikkeline Kierkgaard als Partnerin bei der zweiten Staffel der Show Stars auf Eis ebenfalls auf ProSieben teil. 
Im Januar 2011 nahm Matthée an der fünften Staffel der Reality-Show Ich bin ein Star – Holt mich hier raus! auf RTL teil, wo er von den Moderatoren den Spitznamen Froonck erhielt. Er schied als erster Teilnehmer aus und belegte den 11. Platz. Seit 2012 moderiert er die VOX-Sendung 4 Hochzeiten und eine Traumreise. Er lebt in Berlin-Prenzlauer Berg. Im April 2014 sowie im April 2021 trat er in der VOX-Show Grill den Henssler an. Im Januar 2022 war er Gast bei Ich bin ein Star – Die Stunde danach und bei Ich bin ein Star – Holt mich hier raus! Die große Dschungelparty.